# Potere armeno
Potere armeno, conosciuto anche come AP o come la mafia armena, è una organizzazione criminale armeno-americana della contea di Los Angeles in California. Sono coinvolti nel traffico di droga, omicidi, frodi, furto d'identità, gioco d'azzardo illegale, rapina, racket, furti ed estorsioni.
Si pensa che vi siano oltre 500 membri.
La mafia armena ha forti contatti con il crimine organizzato russo, difatti il crimine organizzato in Russia è multietnico.
Il gruppo ha anche membri di origine ispanica.
Nell'estate del 1988, due dozzine di membri presero il controllo di un parcheggio di un piccolo centro commerciale di East Hollywood e lo usarono come loro quartier generale.
Intimidivano i proprietari dei ristoranti e dei negozi di vestiti del centro, costringendoli ad assumere alcuni agenti di polizia di Los Angeles fuori servizio per la sicurezza.
Secondo il sito dell'FBI, il gruppo criminale californiano chiamato Potere armeno sembra più una tradizionale banda di strada che identifica se stessa con tatuaggi e abbigliamento da banda di strada, ma il gruppo è davvero una impresa del crimine organizzato internazionale le cui attività vanno dalla frode bancaria al furto d'identità, dall'estorsione alla rapina.
In passato hanno avuto conflitti con le bande di latinoamericani.